# 深堀隆介
深堀 隆介（ふかほり りゅうすけ、1973年（昭和48年）1月13日 - ）は、日本の美術作家である。

## 人物
1973年（昭和48年）生まれ。愛知県名古屋市出身、3人兄弟の次男。1995年（平成7年）愛知県立芸術大学美術学部メディアデザイン専攻学科卒業。卒業後はフリーランスを経たのち名古屋のディスプレイ会社にデザイナーとして勤務。1999年 （平成11年）に会社を退社後、本格的に創作活動を開始。兄は胡麻ソムリエの深堀勝謙。2児の父親でもある。

## 美術作家として
アクリル樹脂を利用し金魚を描いた作品が有名で、木曽檜枡に金魚を描いたアクリル樹脂作品『金魚酒』が代表作である。アクリル樹脂は「超難黄変エポキシ樹脂」、金魚を描く際の色付けは「アクリル絵具」を使用し、制作する。この『金魚酒』は、基本的に一合枡と五勺枡で制作されており、本人も「完成度がもっとも高い作品の一つ。そして、いままで僕を経済的にも、精神的にも養ってくれた、最も思い入れのある作品シリーズ。」と公言している。
また、アクリル樹脂作品が有名であるが、彫刻や立体造形、絵画等も制作する。尚、金魚に対し非常に拘りがあるため、現在では金魚を用いた作品以外、制作していない。

## 経歴
- 1995年　愛知県立芸術大学美術学部メディアデザイン専攻学科卒業。卒業後はフリーランスを経たのちディスプレイ会社に勤務した。そのディスプレイ会社に勤務している時にアクリル樹脂と出会う。
- 1999年　ディスプレイ会社を退職し、創作活動を開始。また、島根県仁多町八代の旧須山医院にて、自身初の展覧会を行う。
- 2000年　創作活動が上手くいかずスランプに陥っていた学生時代の夏に、店じまいをしていた屋台の店主から「もう要らないから」と100匹くらいの金魚を譲り受ける[3]。しかし本人は飼い方を知らなかったこともあり粗末に飼育していたが、ある日、それでも7年間生き残っていた金魚を見たときに初めて金魚に魅了され、そこから金魚の作品の制作が始まる。本人はこの出来事を『金魚救い』と呼んでいる。
- 2002年　器の中に樹脂を流し込み、その上に直接金魚を描くというオリジナルの技法をあみ出し発表する。
- 2003年　アクリル樹脂を利用した、現在でも本人の代表作でもある「金魚酒」が、ターナー･アクリル･アウォード2003で、入賞する。
- 2004年　現在の妻と結婚し、神奈川県横浜市に移住。住居兼の平屋をアトリエにする。
- 2007年　貸工場を改装し、新たにアトリエ『金魚養画場』開設。
- 2012年　池袋西武にて行われていた自身の個展が、7月21日にTBSテレビの王様のブランチ内の"ジャックと豆知識"のコーナーで紹介された。5分ほどの内容であったが、大反響を呼ぶ。土日には40分の入場待ちとなる非常に長い行列出来、約10,000人の入場者が訪れた[4]。
- 2013年　調布市文化会館たづくりにて行われていた自身の個展にて、開催中の7月17日に10,000人を超える入場者が訪れた[5]。
- 2014年　大分のアートプラザにて行われている自身の個展『金魚救い』にて、開催中の8月3日に10,000人、8月15日に20,000人、最終日の8月24日に30,000人を超える入場者が訪れた[6][7][8]。
- 2021年　長崎県美術館、岩手県立美術館、高知県立美術館、神戸ファッション美術館、上野の森美術館を巡回して、『深堀隆介展「金魚鉢、地球鉢。」』が開催された[9]。

## 受賞歴
- 1995年 愛知県立芸術大学卒業制作展　片岡修賞
- 2000年 富士銀行ストリートギャラリー採用
- 2001年 京都嵯峨芸術大学アートコンペ2001　特別賞
- 2003年 みずほ銀行ストリートギャラリー採用、ターナー・アクリル・アウォード2003　今井祝雄賞
- 2006年 第9回岡本太郎現代芸術大賞展2006　入選
- 2012年 PERSPECTIVE 透視 40under40 2012 ART部門　受賞（香港）

## 出版
- 『深堀隆介 金魚浴』（2010年）ISBN 9784286101453
- 『金魚酒』（2022年）ISBN 9784875866466